# Megan Amram

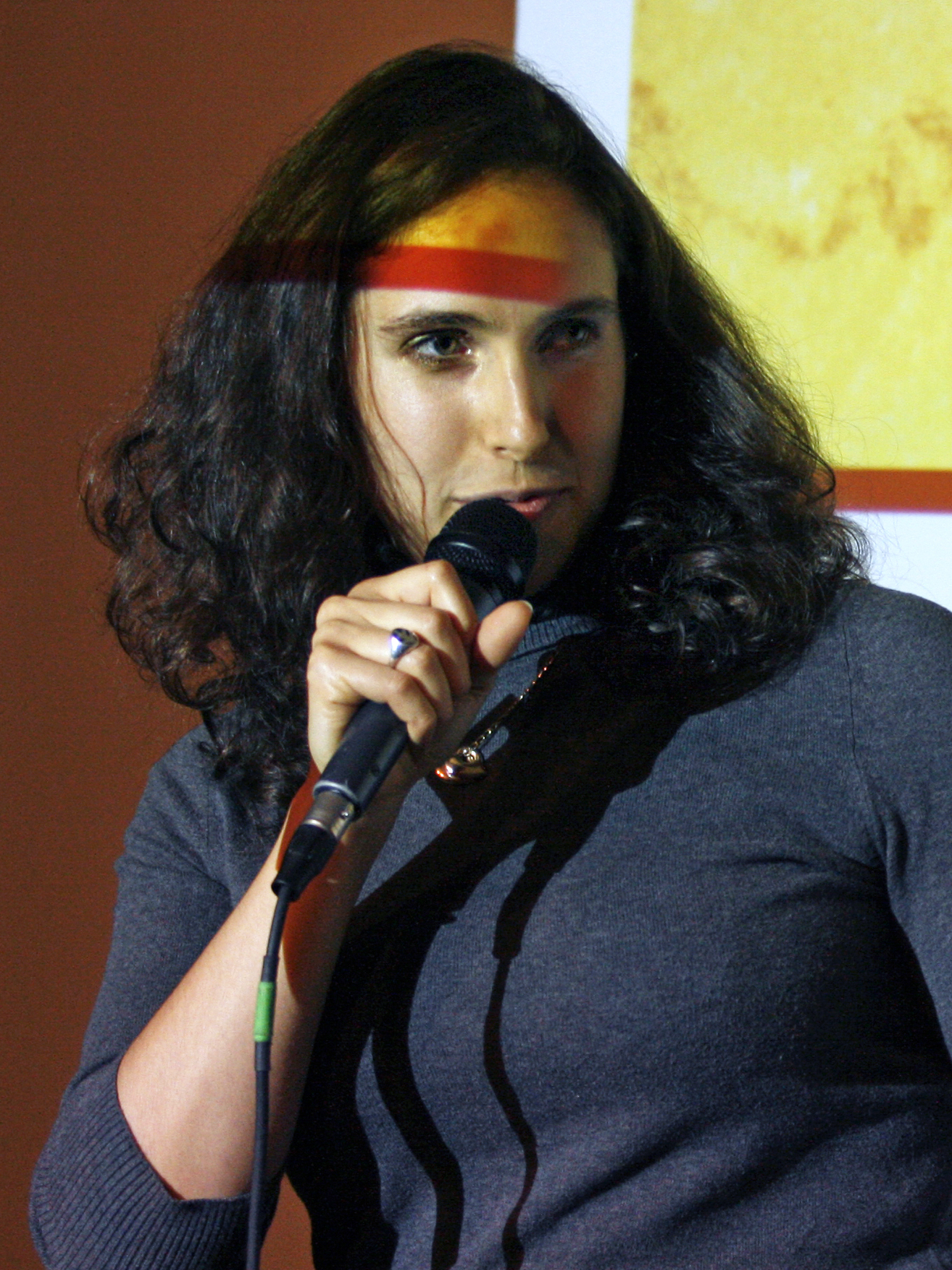
Megan Amram

Megan Amram (* 3. September 1987) ist eine US-amerikanische Drehbuchautorin, Komikerin, Schauspielerin und Produzentin. Für ihre Serie An Emmy for Megan erhielt sie 2018 zwei Emmy-Nominierungen.

## Leben
Amram wuchs in Portland, Oregon auf und studierte Psychologie an der Harvard University. Seit 2010 lebt sie in Los Angeles.
Bereits während ihres Studiums schrieb Amram Stücke für Harvards Theatergruppe Hasty Pudding, außerdem trat sie selber in Theaterstücken auf. Nach ihrem Abschluss zog sie nach Los Angeles, um dort als Comedy-Autorin Fuß zu fassen.
Zu diesem Zeitpunkt hatte sie sich bereits auf Twitter mit ihren Witzen einen Namen gemacht, was ihr zu Kontakten in der Comedy-Welt und ersten Engagements verhalf: So schrieb sie unter anderem für die Oscars 2011 und die Disney-Serie A.N.T.: Achtung Natur-Talente. Durch ihre Tweets wurde auch Michael Schur auf sie aufmerksam, der sie als Autorin für seine Serie Parks and Recreation verpflichtete. Auch an Schurs Serie The Good Place ist Amram als Executive Producer und Teil des Autorenteams beteiligt. Daneben produziert und schreibt sie u. a. für Die Simpsons.
2018 ging Amrams Webserie An Emmy for Megan online. Ausgegebenes Ziel und gleichzeitig Thema der Serie war es, einen Emmy in der Kategorie „Outstanding Actress in a Short Form Comedy or Drama Series“ zu gewinnen. Amrams Leistung als Schauspielerin brachte ihr schließlich im selben Jahr die erstrebte Emmy-Nominierung ein, ebenso war die Miniserie als „Outstanding Short Form Comedy or Drama“ nominiert. Nachdem sie in beiden Kategorien leer aus gegangen war, stellte sie eine zweite Staffel in Aussicht.
Neben Drehbüchern schreibt Amram u. a. für den New Yorker und veröffentlichte 2014 Science... for her!, ein satirisches Buch zum Thema Frauen und Wissenschaft.

## Filmografie (Auswahl)
Drehbuchautorin
- 2012–2015: Parks and Recreation (Fernsehserie)
- 2016: Silicon Valley (Fernsehserie)
- seit 2016: The Good Place (Fernsehserie)
- 2018: An Emmy for Megan (Webserie)

Produzentin
- 2016: Silicon Valley (Fernsehserie)
- seit 2016: The Good Place (Fernsehserie)
- 2018: Die Simpsons
- 2018: An Emmy for Megan (Webserie)

## Auszeichnung und Nominierungen
Emmys
- 2018: Nominierung als Beste Schauspielerin in einer Miniserie für An Emmy for Megan
- 2018: Nominierung als Beste Miniserie für An Emmy for Megan[1]